# Schlammschildkröten
Schlammschildkröten (Kinosternidae) sind kleine und mittelgroße, meist Süßwasser bewohnende Schildkröten.
Es gibt 27 Arten aus 4 Gattungen in den zwei Unterfamilien Staurotypinae und Kinosterninae.

## Aussehen
Einige Arten (Gattung Sternotherus und Unterfamilie Staurotypinae) haben einen zurückgebildeten Bauchpanzer (Plastron) und eine Reihe kleiner Schilde zwischen Rücken- und Bauchpanzer. Die Klappbrustschildkröten (Kinosternon) können Vorder- und Hinterteil des Bauchpanzers hochklappen und ihn damit schließen. Die Oberseite des Panzers ist meist glatt und flach, bei einigen Arten auch mit ein bis drei Längskielen versehen. Die Haut am Kopf und den Beinen ist weich und wenig verknöchert. An den Zehen tragen sie Schwimmhäute. Am Kinn befinden sich 2–8 Barteln. Die Tiere werden 12 bis 40 Zentimeter lang. Bei der mittelamerikanischen Großkopfschlammschildkröte (Claudius angustatus) ist der Kopf so groß, dass er nicht mehr in den Panzer zurückgezogen werden kann.

## Verbreitung
Die Unterfamilie Kinosterninae lebt im östlichen Nordamerika, in Mittelamerika und im nördlichen Südamerika bis zum Amazonas.
Die Unterfamilie Staurotypinae kommt in Mittelamerika, in Flüssen, die in den Pazifik münden, am Golf von Mexiko und auf karibischen Inseln vor.

## Lebensweise
Schlammschildkröten leben am Bodengrund stehender oder langsam fließender Gewässer und bewegen sich eher laufend über den Grund. Wie alle Wasserschildkröten sind sie auch in der Lage, sich schwimmend fortzubewegen. Die Großkopfschlammschildkröte lebt eher terrestrisch. Schlammschildkröten sind Allesfresser, die sich bevorzugt von Insekten, Weichtieren und Krebstieren ernähren; aber auch Wasserpflanzen, Aas und ins Wasser gefallenes Obst stehen auf dem Speiseplan.

## Vermehrung
Schlammschildkröten legen nur wenige Eier, meist in faulenden Pflanzen oder vermoderndem Holz.

## Systematik

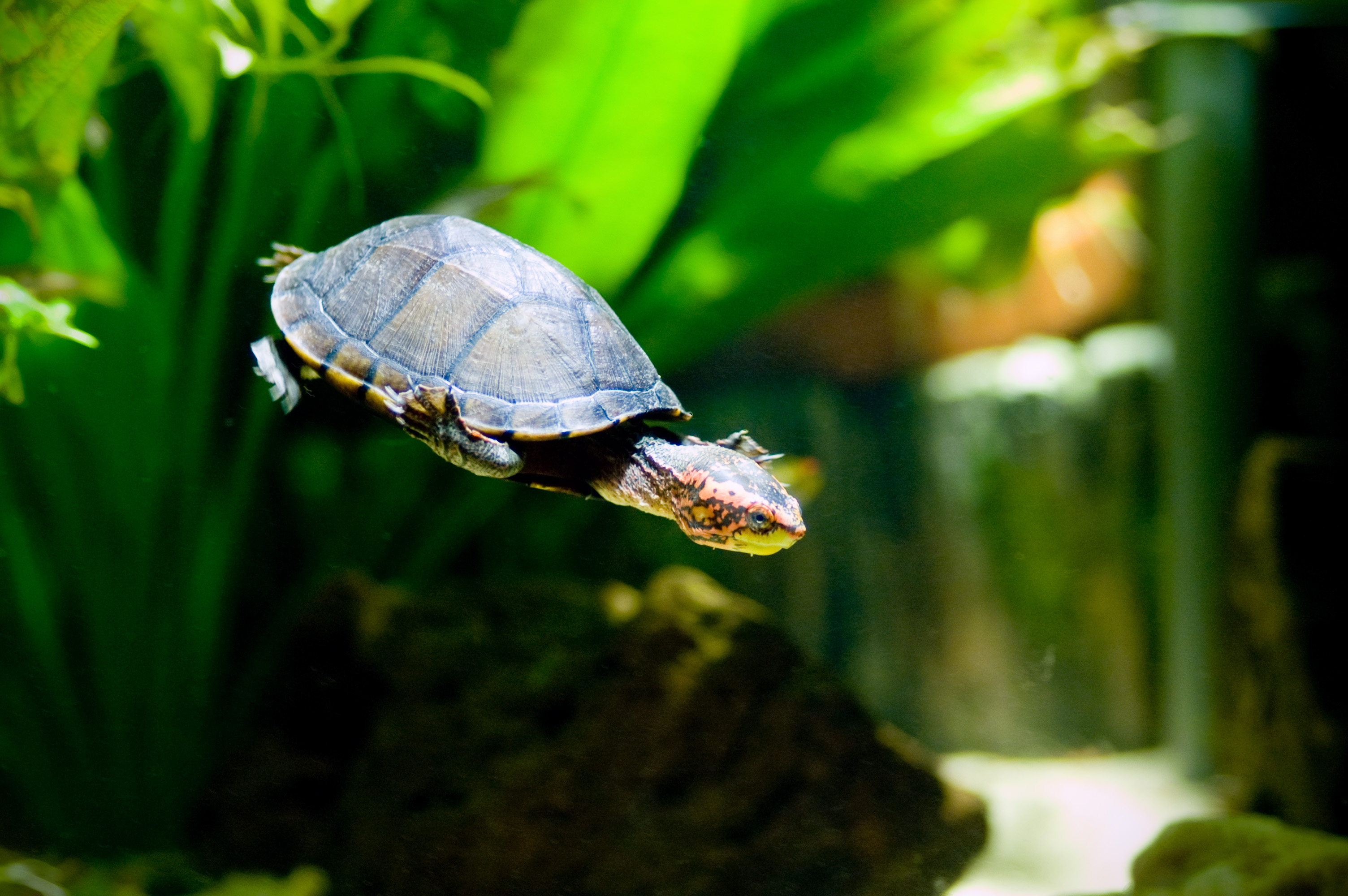
Rotkopf-Klappschildkröte oder Rotwangen-Klappschildkröte (Kinosternon cruentatum), Jungtier

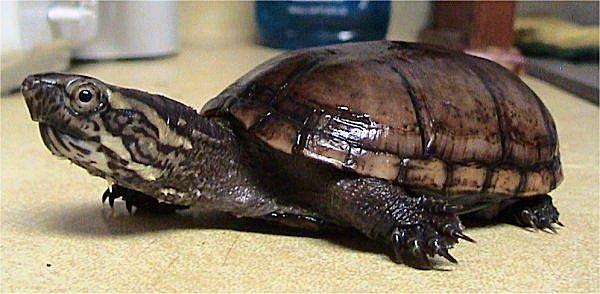
Gewöhnliche Klappschildkröte (Kinosternon subrubrum)

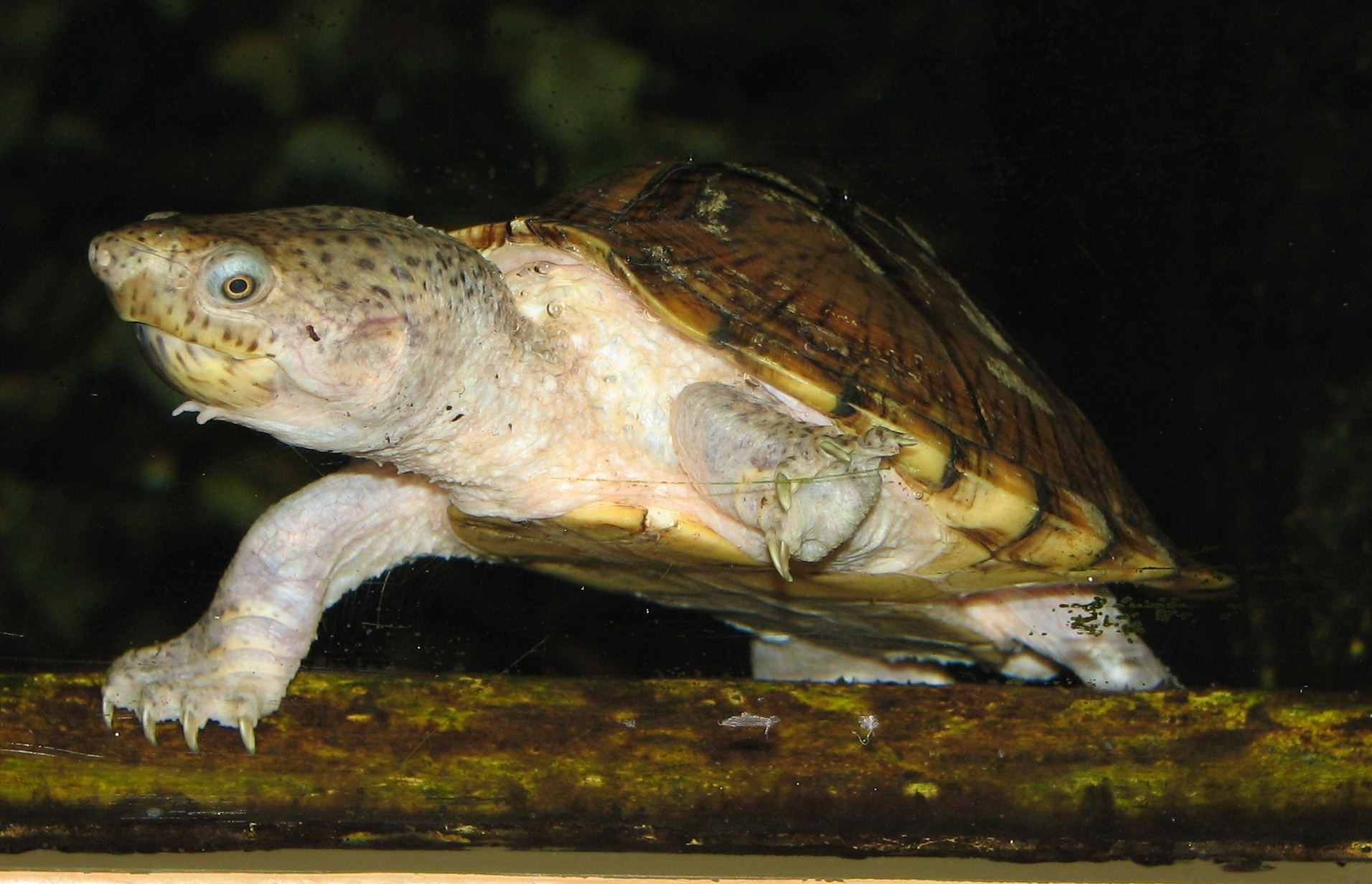
Dach-Moschusschildkröte (Sternotherus carinatus)

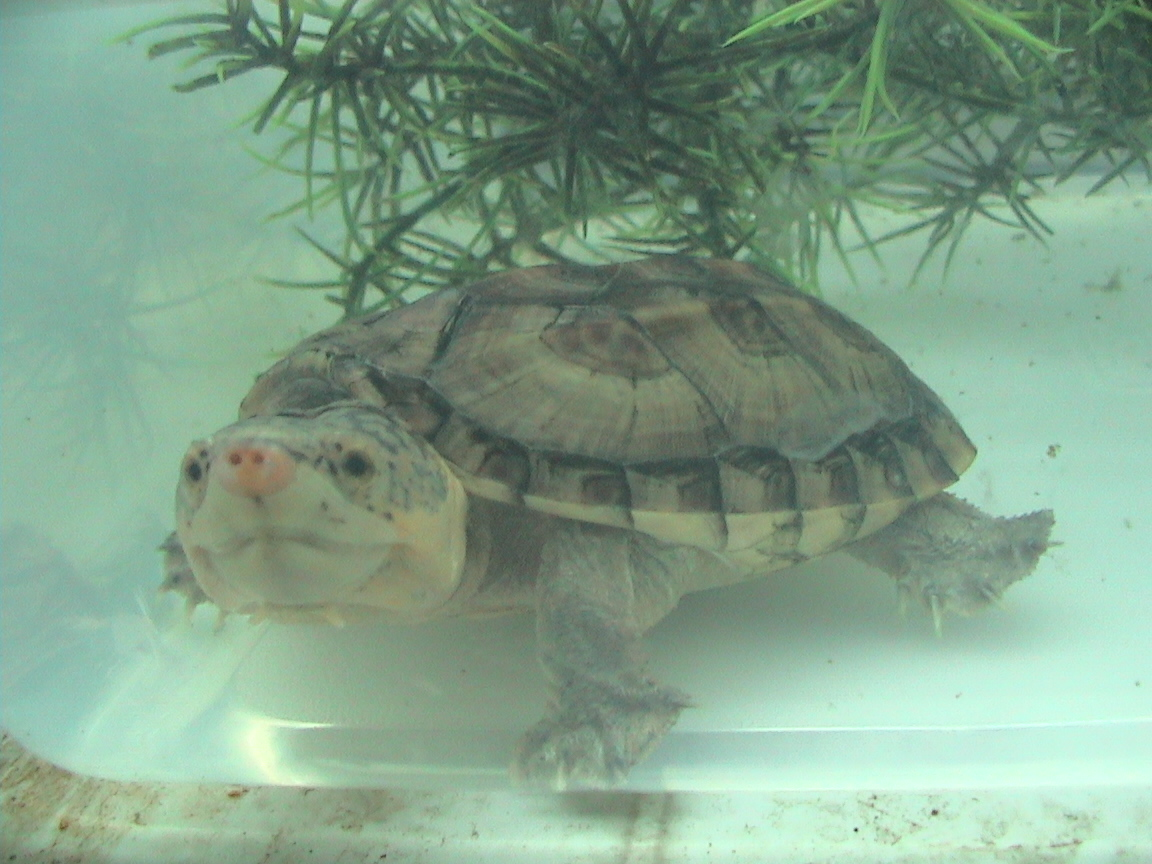
Salvins Kreuzbrustschildkröte (Staurotypus salvinii)

- Schlammschildkröten (Kinosternidae Agassiz, 1857)
  - Unterfamilie Eigentliche Schlammschildkröten (Kinosterninae Agassiz, 1857)
    - Gattung Klappschildkröten (Kinosternon Spix, 1824)
      - Spitzschnauzen-Klappschildkröte (Kinosternon acutum Gray, 1831)
      - Alamos-Klappschildkröte (Kinosternon alamosae Berry & Legler, 1980)
      - Costa-Rica-Klappschildkröte (Kinosternon angustipons Legler, 1965)
      - Dreistreifen-Klappschildkröte (Kinosternon baurii (Garman, 1891))
      - Jalisco-Klappschildkröte (Kinosternon chimalhuaca Berry, Seidel & Iverson, 1997)
      - Creasers Klappschildkröte (Kinosternon creaseri Hartweg, 1934)
      - Rotwangen-Klappschildkröte (Kinosternon cruentatum Duméril, Bibron & Duméril, 1851) (Art Status unklar, wird auch als Unterart von Kinosternon scorpioides gesehen)
      - Dunns Klappschildkröte (Kinosternon dunni Schmidt, 1947)
      - Durango-Klappschildkröte (Kinosternon durangoense Iverson, 1979)
      - Gelbliche Klappschildkröte (Kinosternon flavescens (Agassiz, 1857))
      - Herreras Klappschildkröte (Kinosternon herrerai Stejneger, 1925)
      - Rauhfuß-Klappschildkröte (Kinosternon hirtipes (Wagler, 1830))
      - Mexikanische Klappschildkröte (Kinosternon integrum Le Conte, 1854)
      - Weissmaul-Klappschildkröte (Kinosternon leucostomum (Duméril, Bibron & Duméril, 1851))
      - Oaxaca-Klappschildkröte (Kinosternon oaxacae Berry & Iverson, 1980)
      - Skorpions-Klappschildkröte (Kinosternon scorpioides (Linnaeus, 1766))
      - Sonora-Klappschildkröte (Kinosternon sonoriense Le Conte, 1854)
      - Spurrells Klappschildkröte (Kinosternon spurrelli (Boulenger, 1913)) (Status unklar)
      - Gewöhnliche Klappschildkröte (Kinosternon subrubrum Bonnaterre, 1789)
      - Kinosternon vogti Marco López-Luna in López-Luna et al., 2018

    - Gattung Moschusschildkröten (Sternotherus Bell in Gray 1825)
      - Dach-Moschusschildkröte (Sternotherus carinatus (Gray, 1855))
      - Flache Moschusschildkröte (Sternotherus depressus Tinkle & Webb, 1955)
      - Kleine Moschusschildkröte (Sternotherus minor (Agassiz, 1857))
      - Gewöhnliche Moschusschildkröte (Sternotherus odoratus (Latreille, 1802))

  - Unterfamilie Kreuzbrustschildkröten (Staurotypinae Gray, 1869)
    - Gattung Claudius Cope, 1865
      - Großkopfschlammschildkröte (Claudius angustatus Cope, 1865)

    - Gattung Echte Kreuzbrustschildkröten (Staurotypus Wagler, 1830)
      - Salvins Kreuzbrustschildkröte (Staurotypus salvinii Gray, 1864)
      - Große Kreuzbrustschildkröte (Staurotypus triporcatus (Wiegmann, 1828))